# 昂巴寺
昂巴寺，位于西藏自治区日喀则地区仲巴县吉玛乡麦嘎村，是一座藏传佛教寺院。

## 简介
昂巴寺位于西藏自治区日喀则地区仲巴县吉玛乡麦嘎村，为藏传佛教寺院。仲巴县除了该寺之外，还有南木拉寺等藏传佛教寺院。